# För älskad
För älskad [sic!] är ett album av den svenska jazzsångerskan Viktoria Tolstoy utgivet 1996 på EMI .

## Låtlista
1. Månen tur och retur (Mauro Scocco) – 4:11
2. Varken ängel eller gud (Martin Jonsson/Mattias Torell/Viktoria Tolstoy/David Shutrick/Conny Lindström) – 3:03
3. 3 dygn i rad (Martin Jonsson/Mattias Torell/Viktoria Tolstoy/David Shutrick/Conny Lindström) – 5:33
4. En bra dag (Mauro Scocco) – 5:06
5. Och om jag gav (Stephan Forkelid/Peter LeMarc) – 4:00
6. Lyckligt slut (Martin Jonsson/Viktoria Tolstoy/David Shutrick) – 4:54
7. Stanna här hos mig (Mama had to tell me) (Marianne Flynner) – 4:14
8. Du är bäst (i alla fall bra för mig) (Bo Kasper) – 4:46
9. September igen (Mauro Scocco) – 3:58
10. Moln i din hand (Peter LeMarc) – 3:34
11. För älskad (Kettil Medelius/Martin Jonsson/Viktoria Tolstoy/David Shutrick) – 4:12
12. Det finaste som finns (Anders Nordenson) – 4:24

## Medverkande
- Viktoria Tolstoy – sång
- Per "Ruskträsk" Johansson – saxofon, flöjt
- Goran Kajfeš – flygelhorn, trumpet
- Magnus Johansson – trumpet
- Peter Asplund – trumpet
- Olle Holmqvist – trombon
- Micke Sundin – sologitarr
- Mattias Torell – gitarr
- Max Schultz – gitarr
- Kettil Medelius – fender rhodes
- David Nyström – fender rhodes, clavinet
- Pierre Swärd – hammondorgel
- Mats Asplén – yamaha cs80
- Markus Wikstöm – bas
- Petter Gunnarsson – bas
- Martin Johnsson – trummor, slagverk
- Malando Gassama – slagverk
- Rene Martinez – slagverk
- Titiyo Jah, Vivian Cardinal, Kofi Bentsi-Enchill, Andre De Lange, Lilling Palmeklint, Erika Essen-Möller, Viktoria Tolstoy, Frank Rönningen, Mija och Greta Folkesson – kör
- SNYKO – stråkar

## Listplaceringar
| Lista (1996) | Topplacering |
| ------------ | ------------ |
| Sverige      | 2            |

### Fotnoter
1. ↑  ”Svensk mediedatabas”. http://smdb.kb.se/catalog/id/001509643. Läst 12 juni 2014.
2. ↑  Placeringar på den svenska albumlistan